# Monument des Écossais
Le monument des Écossais est un monument situé à Buzancy, en France.

## Localisation
Le monument est situé sur la commune de Buzancy, dans le département de l'Aisne.

## Historique
Le monument est classé au titre des monuments historiques en 1922. Monument érigé par les pionniers de la 17e DI française en hommage à la 15e Division écossaise. Monument déplacé d'un champ agricole proche et sauvegardé dans l'enceinte du cimetière britannique.